# الصحة في لبنان
لبنان بلد متوسط الدخل صغير على شاطئ شرق البحر الأبيض المتوسط، يبلغ عدد سكانه حوالي 4 ملايين مواطن لبناني، و 1.2 مليون لاجئ سوري، ونصف مليون لاجئ فلسطيني . وهو في المرحلة الثالثة من انتقاله الديموغرافي الذي يتميز بانخفاض معدلات الخصوبة والوفيات  علاوة على ذلك، يشهد لبنان ، مثل العديد من بلدان الشرق الأوسط، انتقالًا وبائيًا  مع تزايد عدد السكان المسنين الذين يعانون من الأمراض المزمنة وغير المعدية . الوفيات المتعلقة بالأمراض غير المعدية هي 404.4 حالة وفاة لكل 100.000 فرد، مع تقدير 45٪ بسبب أمراض القلب والأوعية الدموية ، مما يجعلها السبب الرئيسي للوفاة في لبنان . يوجد في لبنان مؤشرات صحية قريبة من مؤشرات البلدان الأكثر تطوراً، حيث يبلغ متوسط العمر المتوقع عند الولادة 80.1 سنة (81.4 سنة للنساء و 78.8 سنة للرجال) ومعدل وفيات الأطفال دون سن الخامسة 9.5 لكل 1,000 ولادة حية في عام 2016 . نهاية 15 سنة الحرب الأهلية في عام 1990 ، تحسنت مؤشرات الصحة في لبنان بشكل كبير .
| Indicator                                         | Value in 1974 (before the Lebanese civil war) | Value in 1976 (during the Lebanese civil war) | Value in 2016   |
| ------------------------------------------------- | --------------------------------------------- | --------------------------------------------- | --------------- |
| Life expectancy at birth (years)                  | 67.9                                          | 34.9                                          | 80.1            |
| Under-five mortality rate (by 1,000 live births)  | 58.9                                          | 56.8                                          | 9.5             |
| Fertility rate                                    | 4.53                                          | 4.36                                          | 1.71            |
| Maternal mortality ratio (by 100,000 live births) | No data                                       | 104 (1984 value)                              | 16 (2013 value) |
| Income (gross domestic product per capita)        | 15,000                                        | 4,370                                         | 13,000          |

## أمراض القلب والأوعية الدموية
تمثل الأمراض القلبية الوعائية السبب الرئيسي للمرض  والوفيات في لبنان وهي أيضاً السبب الرئيسي للدخول إلى المستشفى. في عام 2012 ، تشير التقديرات إلى أن 31 ٪ من جميع الوفيات في لبنان كانت بسبب مرض نقص تروية القلب يمكن أن يعزى هذا ارتفاع معدل الأمراض القلبية الوعائية إلى عدة عوامل الخطر. على سبيل المثال، 42٪ من اللبنانيين هم من المدخنين، و 29.4٪ يعانون من السمنة ، و 22.8٪ من المصابين بالسكري ، و 29.8٪ يعانون من ارتفاع ضغط الدم.

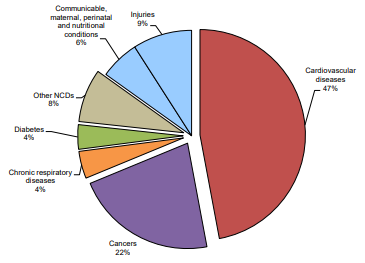
Lebanon’s Major Causes of Death in 2014

## السرطانات
أظهرت بيانات منظمة الصحة العالمية عام 2012 أن لبنان في العالم العربي يعاني من أعلى معدلات الإصابة بسرطان الرئة في الإناث وثالث أعلى نسبة لدى الذكور، مع معدل حدوث معياري حسب العمر بين سكان العالم لكل 100.000 شخص من سنوات العمر 30.2٪ لدى الرجال و 11٪ لدى النساء. وبالمثل، فقد أفيد أن لبنان لديه واحد من أعلى معدل وفيات الأمهات من سرطان المثانة في جميع أنحاء العالم، مع 29.1 حسب التقدير من سرطان المثانة بين الذكور وبالتالي يهبط الثاني بعد بلجيكا (31.0).
إن الاتجاهات في حالات الإصابة بسرطان الرئة والمثانة العالية هي إلى حد كبير نتاج تغيير انتشار التدخين وأنماط استهلاك التبغ. التدخين منتشر جداً ومثقّف ثقافياً في المجتمع اللبناني، مع أكثر أشكال تدخين التبغ شيوعاً في لبنان هي السجائر أو تدخين الشيشة ، التي تكتسب شعبيةً، خاصة بين الإناث . بالنسبة إلى السيجارة الواحدة، ترتبط حلقة واحدة باستخدام النرجيلة بمستويات مماثلة من النيكوتين في ذروة البلازما وثلاثة أضعاف مستويات الذروة لكربوكسي هيموجلوبين الدم. أول خمس دقائق من تدخين الشيشة تنتج أكثر من أربعة أضعاف الزيادة في كاربوكسي هيموجلوبين الدم مثل تدخين سيجارة كاملة . يقدر تدخين البالغين في لبنان بـ 46٪ للذكور و 31٪ للإناث. ويقدر معدل انتشار التدخين بين الشباب بأنه من بين أعلى المعدلات في العالم (65.8٪ للأولاد و 54.1٪ للفتيات) ، مع تدخين الشيشة، وهو الشكل الرئيسي للتدخين (33.9٪) يليه تدخين السجائر (8.6٪) بالإضافة إلى التدخين، يتجاوز تلوث الهواء في المناطق الحضرية الذي تم قياسه بتركيزات الجسيمات <10 مم في الحجم المستويات التي حددتها منظمة الصحة العالمية (20 ملغم / م 3) في معظم المدن اللبنانية الحضرية.

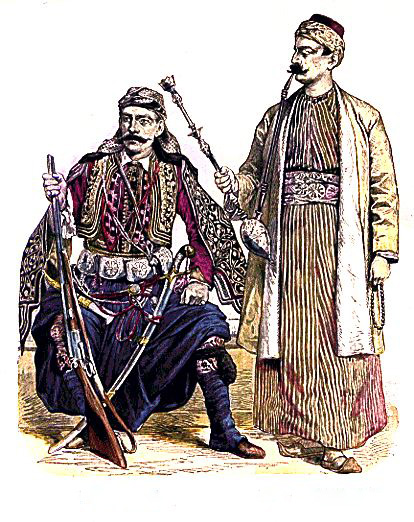
A) Example of smoking culture in Lebanon around 1800s among both the rich and the poor. With the former seemingly about to singe the other's turban

## اللاجئين
في عام 2015 ، كان هناك 452,669 لاجئًا فلسطينيًا مسجلين في البلاد ؛ يعيش أكثر من نصفهم في 12 مخيماً للاجئين الفلسطينيين. هم غير مؤهلين للحصول على الخدمات الاجتماعية الحكومية، بما في ذلك الرعاية الصحية . بالإضافة إلى ذلك، يصل عدد اللاجئين السوريين إلى واحد من كل أربعة لبنانيين. وغالبا ما يضطر هؤلاء الناس إلى العيش في ظروف بائسة بسبب نقص الموارد الحكومية في أكثر الأحيان، يتعرض هؤلاء الناس للتمييز في جوانب معينة من الحياة. وهذا يشمل العلاج الطبي، الذي لا يتمتع بأي حق قانوني بموجب القانون اللبناني.

## الصحة النفسية
يعاني لبنان ، وهو مجتمع حرب ووقوع ضحايا بشكل عام، من مشاكل في الصحة العقلية، حيث يعاني 17٪ من المواطنين من شكل من أشكال المرض العقلي غير الحربي. إن وجود ثلاثة مرافق للطب النفسي فقط، ولكن الوصول المتكرر إلى الأطباء النفسيين والعلاج، يعني أن اللبنانيين يفتقرون إلى حد ما في العلاج النفسي بالمعايير الغربية، ولكن لديهم فرص أفضل من بقية الشرق الأوسط وبلاد الشام. ومع ذلك، فإن وصمة العار الثقافية غالباً ما تمنع الأشخاص من تلقي الرعاية المناسبة التي يحتاجونها، وغالباً لا تنتهي بشكل سيئ. وتشير إحصائيات مزعجة مقلقة من منظمة الصحة العالمية إلى أن 49٪ من اللبنانيين يعانون من شكل ما من أشكال الصدمة المرتبطة بالحرب. وهذا يشمل المقاتلين السابقين، فضلا عن العديد من ضحايا القتال، الذين يعانون من اضطراب ما بعد الصدمة. وعلاوة على ذلك، فإن العديد من ضحايا الاغتصاب يخافون من وصمة العار ولا يبلغن عن سوء المعاملة، وبالتالي يمنعهن من الحصول على العلاج الطبي والنفسي، والأهم من ذلك، العدالة. بالإضافة إلى ذلك، تشير التقديرات أيضًا إلى أنه في المتوسط، كل 2.5 يوم، يموت شخص بسبب الانتحار وكل 6 ساعات، يحاول شخص ما الانتحار في لبنان. نظراً لخطورة المشكلة والكثير من الأرواح التي تؤثر عليها، تم إنشاء "الخط المباشر لمنع الحمل". وهو أول خط ساخن للوقاية منالانتحار في لبنان في عام 2016. وهذا يتماشى مع "الصحة النفسية واستراتيجية الوقاية والتشجيع والعلاج للأدوية". في لبنان 2015-2020 "وزارة الصحة اللبنانية لإنشاء بنية تحتية للصحة العقلية أكثر فعالية وشمولية في لبنان.

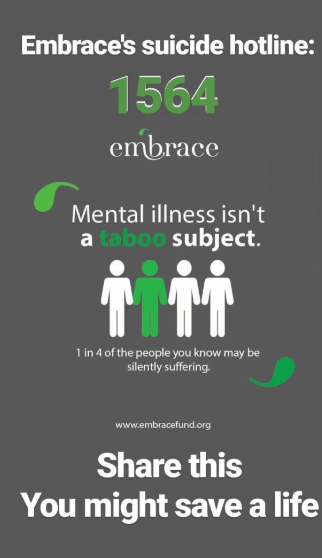
“Embrace Lifeline”, Lebanon’s First Suicide Hotline

## صحة المرأة
تتمتع النساء بإمكانية الوصول الكافي إلى المرافق الصحية النسائية وغيرها من المرافق الصحية النسائية في لبنان، باستثناء وسائل منع الحمل. وجهة النظر اللبنانية بشأن الأطفال الذين لم يولدوا بعد هي أنها تعادل رضيعًا، مما يجعل من الصعب تقنين الإجهاض. ومع ذلك، فإن الإجهاض منتشر بين النساء وغالبا ما يقوم به نفس الأطباء الذين يدعون إلى حظره. وحالاتالحمل دون السن القانونية وكذلك حالات الحمل خارج نطاقالزواج هي الأكثر شيوعاً، وغالباً ما تكون في ظروف لائقة ولكن في بعض الأحيان لا تكون كذلك، ويشير الإجماع العام للبنانيين إلى أن معظمهم لا يؤيدون الإجهاض ، إلا أن عدداً كبيراً من سكان الحضر يتنافس حالياً على إضفاء الشرعية عليه.